# Сент-Мэрис (Аляска)
Сент-Мэрис (англ. St. Mary's, юпик. Negeqliq) — город в зоне переписи населения Кусилвак, штат Аляска, США. Население по оценочным данным на 2014 год составляет 544 человека.

## География
Сент-Мэрис расположен на правом берегу реки Андреяфски, вблизи места её впадения в реку Юкон. Площадь города составляет 130 км², из них 114 км² — суша и 16 км² — открытые водные пространства.

## История
Основан как форпост «Андреевская одиночка" в 1853 г. Первоначально располагался в 10-ти км западнее современного города. На некоторых современных картах это место до настоящего времени отмечается, как поселок «Old Andreafsky», а на спутниковых картах видны постройки. После нападения индейцев в 1855 г., форпост был перенесен на место современного города Сент-Мэрис, и расширен до редута - были построены укрепления и увеличен гарнизон. В дальнейшем в документах Российско-Американской Компании и на картах с 1855 г. данное поселение обозначалось как «Андреевский редут», сохраняя действующий статус вплоть до продажи Русской Америки в 1867 г.
Город был инкорпорирован 2 августа 1967 года.

## Население
По данным переписи 2000 года, население города составляло 500 человек. Расовый состав: коренные американцы — 86,0 %; белые — 11,2 %; азиаты — 1,0 % и представители двух и более рас — 1,8 %.
Из 137 домашних хозяйств в 45,3 % — воспитывали детей в возрасте до 18 лет, 40,9 % представляли собой совместно проживающие супружеские пары, в 17,5 % семей женщины проживали без мужей, 34,3 % не имели семьи. 28,5 % от общего числа домохозяйств на момент переписи жили самостоятельно, при этом 2,2 % составили одинокие пожилые люди в возрасте 65 лет и старше. В среднем домашнее хозяйство ведут 3,58 человек, а средний размер семьи — 4,60 человек.
Доля лиц в возрасте младше 18 лет — 39,6 %; лиц в возрасте от 18 до 24 лет — 8,6 %; от 25 до 44 лет — 30,4 %; от 45 до 64 лет — 15,0 % и лиц старше 65 лет — 6,4 %. Средний возраст населения — 26 лет. На каждые 100 женщин приходится 122,2 мужчин; на каждые 100 женщин в возрасте старше 18 лет — 111,2 мужчин.
Средний доход на совместное хозяйство — $39 375; средний доход на семью — $31 875. Средний доход на душу населения — $15 837. Около 21,5 % семей и 20,4 % населения живут за чертой бедности, включая 28,2 % лиц в возрасте младше 18 лет и 10,3 % лиц старше 65 лет.